# 清除记忆基因
清除记忆基因是科学家发现的可以清除人的记忆的基因，是麻省理工大学的科学家用小白鼠做实验发现的。他们把基因命名叫为“Tet1基因”。
科学家们认为，如果扩大Tet1基因活动能力，可以有望治愈患有创伤后应激障碍的人们。